# Brian Kobilka

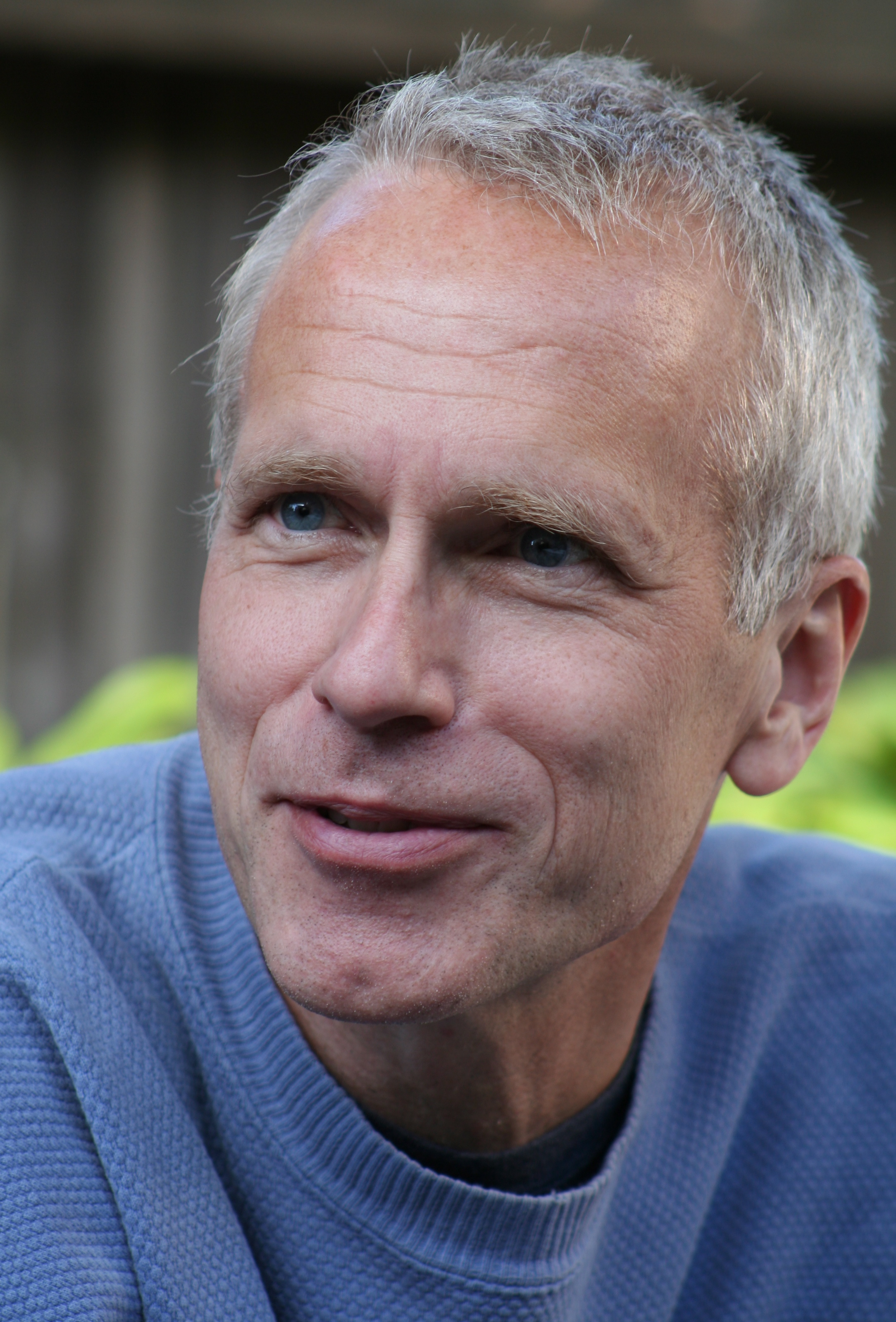
Brian Kobilka im Jahr 2007

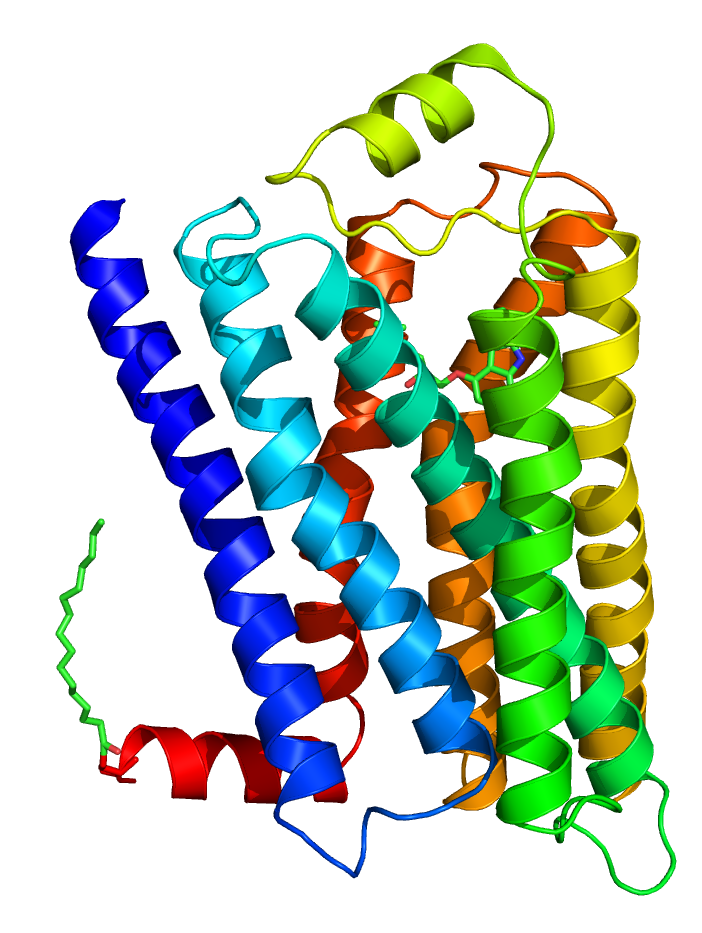
3D-Strukturmodell des β_{2}-Adrenozeptors mit dem inversen Agonisten Carazolol

Brian Kent Kobilka (* 30. Mai 1955 in Little Falls, Minnesota) ist ein US-amerikanischer Biochemiker. Dem Professor der Stanford University School of Medicine wurde am 10. Oktober 2012 gemeinsam mit Robert Lefkowitz der Nobelpreis für Chemie „für ihre Studien zu G-Protein-gekoppelten Rezeptoren“ zuerkannt.

## Leben und wissenschaftliches Wirken
Brian K. Kobilkas Vater und sein Großvater waren Bäcker von Beruf. Kobilka studierte Biologie und Chemie an der University of Minnesota Duluth und absolvierte nach seinem Bachelor die School of Medicine der Yale University. Nach einer internistischen Weiterbildung am Barnes Hospital der Washington University in St. Louis forschte er als Postdoc bei Robert Lefkowitz an der Duke University. Sein besonderes Augenmerk galt seitdem dem β2-Adrenozeptor, einem Protein aus der Gruppe der G-Protein-gekoppelten Rezeptoren, das an der Wirkung des Hormons Adrenalin beteiligt ist. Während seiner Zeit an der Duke University gelang ihm und Kollegen die erstmalige Klonierung eines ligandengesteuerten G-Protein-gekoppelten Rezeptors. Dies stellte nicht nur einen Meilenstein in der Erforschung der pharmakologisch bedeutendsten Proteingruppe dar, sondern öffnete auch neue Möglichkeiten der Arzneimittelforschung. 1994 erhielt er den John J. Abel Award in Pharmakologie. Im Jahr 2007 und in den darauf folgenden Jahren veröffentlichte Brian Kobilka eine Reihe von Arbeiten über die räumliche Struktur und die dreidimensionale Funktionsweise G-Protein-gekoppelter Rezeptoren, einer Klasse von Proteinen, die bis dahin für die Strukturanalyse als nahezu unzugänglich galt. 2010 erhielt er den ASPET-Julius Axelrod Award. 2011 nahm ihn die National Academy of Sciences auf. 2012 wurde ihm der Nobelpreis für Chemie verliehen. 2013 wurde er Ehrenmitglied der Royal Irish Academy. 2015 wurde er in die American Academy of Arts and Sciences gewählt. Seit 2016  ist Kobilka Einstein Visiting Fellow am Berlin Institute of Health.
Seine Ehefrau Tong Sun Thian lernte er an der Universität von Minnesota kennen. Sie haben zwei Kinder.

## Publikationen (Auswahl)
- Brian K. Kobilka et al.: An intronless gene encoding a potential member of the family of receptors coupled to guanine nucleotide regulatory proteins. In: Nature, Band 329, Nr. 6134, 1987, S. 75–79, doi:10.1038/329075a0.
- Daniel K. Rohrer, Brian K. Kobilka: G protein-coupled receptors: functional and mechanistic insights through altered gene expression. In: Physiological Reviews, Band 78, Nr. 1, 1998, S. 35–52, PMID 9457168.
- Brian K. Kobilka: G protein coupled receptor structure and activation. In: Biochimica et Biophysica Acta, Band 1768, Nr. 4, 2007, S. 794–807, doi:10.1016/j.bbamem.2006.10.021.
- Jan Steyaert, Brian K. Kobilka: Nanobody stabilization of G protein-coupled receptor conformational states. In: Current Opinion in Structural Biology, Band 21, Nr. 4, 2011, S. 567–572, doi:10.1016/j.sbi.2011.06.011.